# Jaime de Armiñán
Jaime de Armiñán Oliver (Madrid, 9 de marzo de 1927-Madrid, 9 de abril de 2024) fue un escritor, novelista, autor teatral, director y guionista cinematográfico y televisivo español. Fue galardonado con el Goya de Honor de la Academia de Cine de España en 2014.

## Biografía
Nació en el seno de una familia de artistas, políticos y escritores. Su abuela y su madre eran respectivamente las actrices Carmen Cobeña y Carmita Oliver; su abuelo materno, el dramaturgo y escultor Federico Oliver; su abuelo paterno, el político Luis Armiñán Pérez y su padre, el periodista y gobernador civil Luis de Armiñán Odriozola. Educado en el Colegio Estudio, se licencia en Derecho en la Universidad de Madrid.
Sus primeros pasos en el mundo del arte se remontan a su labor como articulista en publicaciones como Fotos y Dígame, a la vez que escribe sus primeras obras de teatro: Eva sin manzana (1953), con la que ganó el Premio Calderón de la Barca, Sinfonía acabada (1955) o Nuestro fantasma (1956), que recibió el Premio Lope de Vega.
Comenzó en el mundo de la televisión desde sus primeras emisiones en 1957, siendo uno de los principales responsables de programas de ficción durante casi dos décadas. También escribe guiones para el cine sobre todo con el director José María Forqué, colaborando en La becerrada (1962) o Yo he visto la muerte (1965).
A finales de la década de los sesenta, Jaime de Armiñán debuta como director cinematográfico con Carola de día, Carola de noche (1969), y va consolidando su propio estilo hasta estrenar Mi querida señorita (1972), película escrita junto a José Luis Borau, con la que consiguió la candidatura en los Óscar de Hollywood. La película aborda la temática del amor heterodoxo y las vidas marginales, elementos comunes a lo largo de su filmografía que se repetirán en películas como El amor del capitán Brando (1974), Al servicio de la mujer española (1978), El nido (1980) —nuevamente designada para el Óscar— o Stico (1984), película en que se plantea el conflicto dispar de un catedrático de Derecho Romano que, incapaz de vivir con cierta autonomía su vida diaria, se ofrece como esclavo a uno de sus peores alumnos.
A finales de los años ochenta, vuelve a la televisión con series tan populares y exitosas como Juncal (1988) y Una gloria nacional (1993), interpretadas por Francisco Rabal. Después de rodar Al otro lado del túnel (1994), que significó la despedida del cine de Fernando Rey, y El palomo cojo (1995), regresó a la dirección en 2008 con 14, Fabian Road, que protagonizaron Julieta Cardinali, Ana Torrent y Ángela Molina y que apenas tuvo recorrido comercial.
Ha continuado su labor como articulista, principalmente en los diarios ABC y El Mundo.
En 1956, contrajo matrimonio con Elena Santonja, con la que había trabajado de negro en televisión, quien fue presentadora de televisión del popular programa gastronómico Con las manos en la masa en la segunda mitad de los años ochenta y con quien tuvo tres hijos, Álvaro (1959), Eduardo (1962) y Carmen. Sus hijos Álvaro y Eduardo también son profesionales de la dirección en cine y televisión.
Falleció el 9 de abril de 2024.

## Filmografía
| Año  | Película                                        | Director            |
| ---- | ----------------------------------------------- | ------------------- |
| 1962 | El secreto de Mónica (G)                        | José María Forqué   |
| 1963 | El juego de la verdad (G)                       | José María Forqué   |
| 1963 | La becerrada (G)                                | José María Forqué   |
| 1964 | La muerte viaja demasiado (G)                   | José María Forqué   |
| 1964 | Piso de solteros (G)                            | Alfonso Balcázar    |
| 1964 | Tengo 17 años (G)                               | José María Forqué   |
| 1964 | Playa de Formentor (G)                          | Germán Llorente     |
| 1965 | Whisky y vodka (G)                              | Fernando Palacios   |
| 1967 | Un diablo bajo la almohada (G)                  | José María Forqué   |
| 1967 | Yo he visto a la muerte (G)                     | José María Forqué   |
| 1968 | Solos los dos (G)                               | Luis Lucia Mingarro |
| 1969 | Carola de día, Carola de noche (G)              | Jaime de Armiñan    |
| 1970 | La Lola, dicen que no vive sola (D)             | Jaime de Armiñan    |
| 1972 | Mi querida señorita (DG)                        | Jaime de Armiñan    |
| 1973 | Un casto varón español (D)                      | Jaime de Armiñan    |
| 1974 | El amor del capitán Brando (DG)                 | Jaime de Armiñan    |
| 1975 | ¡Jo, papá! (DG)                                 | Jaime de Armiñan    |
| 1976 | El bengador Gusticiero y su pastelera madre (G) | Antonio Fraguas     |
| 1977 | Nunca es tarde (DG)                             | Jaime de Armiñan    |
| 1978 | Al servicio de la mujer española (DG)           | Jaime de Armiñan    |
| 1980 | El nido (DG)                                    | Jaime de Armiñan    |
| 1982 | En septiembre (DG)                              | Jaime de Armiñan    |
| 1984 | Stico (D)                                       | Jaime de Armiñan    |
| 1985 | La hora bruja (D)                               | Jaime de Armiñan    |
| 1987 | Mi general (DG)                                 | Jaime de Armiñan    |
| 1989 | Juncal Serie TV (DG)                            | Jaime de Armiñan    |
| 1991 | El día que nací yo (G)                          | Pedro Olea          |
| 1994 | Al otro lado del túnel (DG)                     | Jaime de Armiñan    |
| 1995 | El palomo cojo (DG)                             | Jaime de Armiñan    |
| 2008 | 14, Fabian Road (DG)                            | Jaime de Armiñan    |

(D) — Director; (G) — Guionista; (DG) — Director y guionista

## Trayectoria en televisión
- Érase una vez... (1958)[11]
- Cuentos para mayores (1959)
- Gran parada (1959)
- El secreto del éxito (1959)
- Galería de maridos (1959)
- Cuando ellas veranean (1960)
- Galería de esposas (1960)
- Una pareja cualquiera (1961)
- El personaje y su mundo (1961)
- Mujeres solas (1961)
- Chicas en la ciudad (1961)
- La pata del conejo (1962)
- Trío de damas (1962–1963)
- Día a día (1962)
- El hombre, ese conocido (1963)
- Confidencias (1963–1965)
- Tiempo y hora (1965–1966)
- Del dicho al hecho (1971)
- Las doce caras de Juan (1967)
- Historia de la frivolidad (1968)
- Fábulas (1968)
- Del dicho al hecho (1971)
- Las doce caras de Eva (1971–1972)
- Tres eran tres (1972–1973)
- Suspiros de España (1974)
- Ramón y Cajal: Historia de una voluntad (1982)
- Cuentos imposibles (1984)
- Juncal (1989)
- Una gloria nacional (1993).

## Teatro
Como autor teatral:
- Amanece a cualquier hora (1952), obra en un acto
- Eva sin manzana (1953), comedia en un prólogo gemelar y dos actos (Premio Calderón de la Barca)
- Sinfonía acabada (1955), comedia en tres actos
- Nuestro fantasma (1956), comedia en tres actos (Premio Lope de Vega)
- Café del Liceo (1958), comedia en dos actos
- Paso a nivel (1960), comedia en un prólogo y dos actos
- Pisito de solteras (1962), comedia en dos actos
- Academia de baile (1962), comedia en dos actos
- La pareja (1963), comedia en un prólogo, dos actos, divididos en cuatro cuadros, y un epílogo
- El arte de amar (1964), comedia en dos actos
- El último tranvía (1965), obra en dos actos y un prólogo
- Todas somos compañeros (1965), comedia en dos actos, divididos en seis cuadros
- Una vez la semana (1967), comedia en dos actos y cuatro cuadros
- Don Joaquín y la corista (1973)

Adaptaciones teatrales:
- Con derecho a fantasma, adaptación de la obra de Eduardo de Filippo. Estrenada el 12 de noviembre de 1958 en el Teatro Infanta Beatriz de Madrid bajo la dirección de Fernando Fernán Gómez y protagonizada por el propio Fernán-Gómez y Analía Gadé.
- El túnel del amor, adaptación de la obra de Joseph Fields y Peter De Vries. Estrenada el 28 de abril de 1959 en el Teatro Infanta Beatriz de Madrid y protagonizada por Lina Rosales y Margot Cottens.
- The boy friend (El novio), adaptación de la obra de Sandy Wilson. Estrenada el 2 de abril de 1961 en el Teatro Eslava de Madrid bajo la dirección de Luis Escobar y protagonizada por Concha Velasco.
- Querida salvaje, adaptación de la obra de François Compaoux. Estrenada el 31 de mayo de 1961 en el Teatro Cómico de Madrid bajo la dirección de Mario Antolín y protagonizada por Lola Herrera.
- Frankie y la boda, adaptación de la obra de Carson McCullers. Estrenada el 21 de octubre de 1966 en el Teatro Goya de Madrid bajo la dirección de Víctor Andrés Catena y protagonizada por Amparo Baró.

## Obra literaria
Narrativa:
- Biografía del circo (1958), Logroño, Pepitas de calabaza, 2014. ISBN 978-84-15862-27-7
- La noche de San Trotamundos, Madrid, Anaya, colección Luna de Papel, 1987. ISBN 978-84-7525-408-1
- Juncal (1989), Logroño, Fulgencio Pimentel Editorial, 2018. ISBN 978-84-16167-84-5
- Vidas perras, Madrid, Ediciones Tayo, 1990. ISBN 978-84-87048-02-9
- Cine de la flor, Madrid, Nickel-Odeon, 1993. ISBN 978-84-88370-04-4
- Diario en blanco y negro, Madrid, Nickel-Odeon, 1994. ISBN 978-84-88370-07-5
- Los amantes encuadernados, Madrid, Espasa-Calpe, 1997. ISBN 978-84-239-8831-0
- Las siete pesadillas, Madrid, Espasa-Calpe, 1998. ISBN 978-84-239-7941-7
- La isla de los pájaros, Madrid, Plaza & Janés, 1999. ISBN 978-84-01-32785-8
- La dulce España: memorias de un niño partido en dos, Barcelona, Tusquets, 2000. ISBN 978-84-8310-720-1
- Los duendes jamás olvidan, Barcelona, Belacqua, 2003. ISBN 978-84-95894-66-3

Teatro, Guiones:
- Eva sin manzana / La señorita / Mi querida señorita / El nido. Edición de Catalina Buezo, Madrid, Cátedra, Letras Hispánicas, 2003. ISBN 84-376-2070-8  Archivado el 21 de enero de 2021 en Wayback Machine.

## Premios y distinciones
Premios Óscar
| Año  | Categoría                          | Película            | Resultado |
| ---- | ---------------------------------- | ------------------- | --------- |
| 1973 | Mejor película de habla no inglesa | Mi querida señorita | Nominado  |
| 1981 | Mejor película de habla no inglesa | El nido             | Nominado  |

Medallas del Círculo de Escritores Cinematográficos
| Año  | Categoría      | Película            | Resultado |
| ---- | -------------- | ------------------- | --------- |
| 1971 | Mejor director | Mi querida señorita | Ganador   |
| 1971 | Mejor guion    | Mi querida señorita | Ganador   |

Festival Internacional de Cine de Huesca
| Año  | Categoría               | Resultado |
| ---- | ----------------------- | --------- |
| 1990 | Premio Una Vida de Cine | Ganador   |

- Ganador del Premio Ondas en 1961 y 1989.
- Medalla de Oro al Mérito en las Bellas Artes de 1985.
- Goya de Honor de la Academia de las Artes y las Ciencias Cinematográficas de España en 2014.